# Spökhistoria

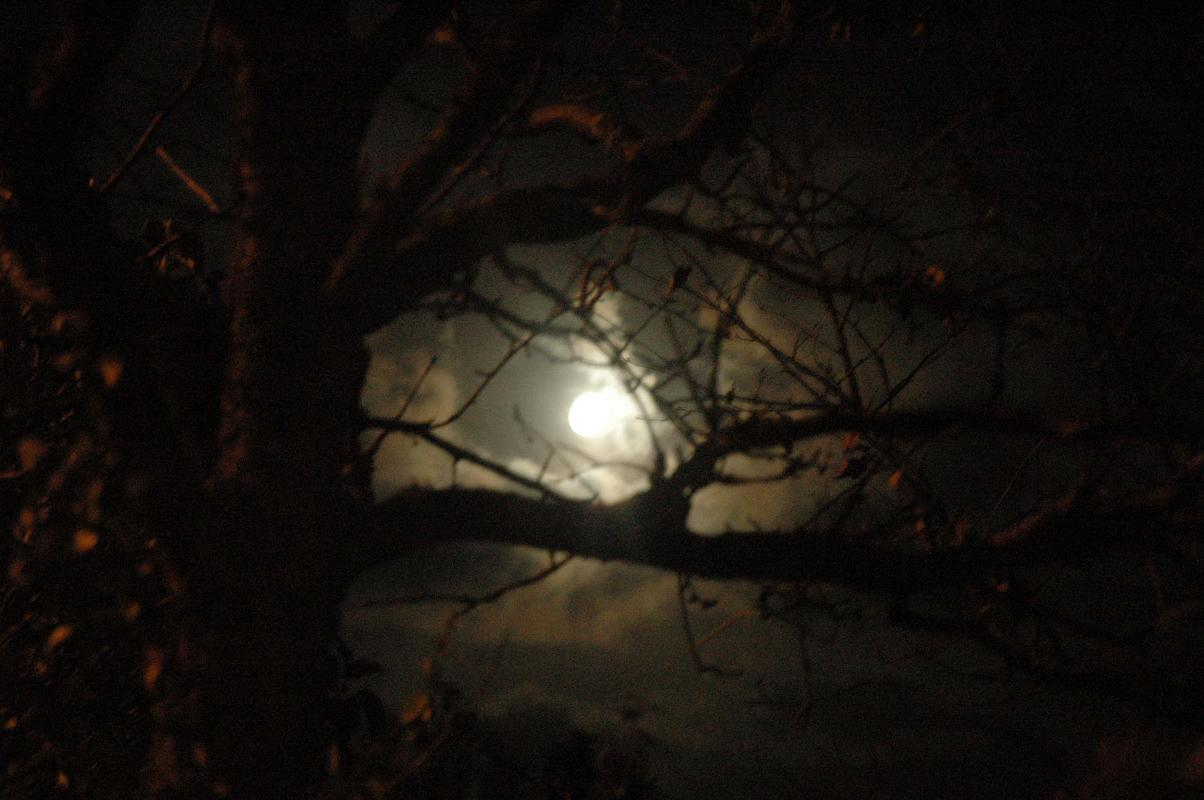
Spökhistorier involverar ofta suggestiva miljöbeskrivningar.

En spökhistoria är en berättelse om möten med avlidna människor, någon gång även avlidna djur, som i romanen Jurtjyrkogården. Minst ett spöke måste uppträda i berättelsen för att den skall kunna kallas spökhistoria. Spökhistorien byggs i regel upp med en mystisk grundstämning som ökar alltmer till själva mötet med spöket eller spökena.
En spökhistoria kan vara mer eller mindre skrämmande, det finns också komiska spökhistorier som berättelsen om Spöket på Canterville. Människor torde ha berättat spökhistorier sedan urminnes tider, och de gamla historierna har i regel någon sedelärande funktion: att inte utmana de dödas andar. Spöken har ofta något ogjort i tidigare liv.

## Historik
Spökhistorier kan ha samband med kult och rit. Enligt 1:a Samuelsboken 28:7-19 besökte kung Saul en häxa i En-Dor, som frambesvor Samuels ande. Spökhistorier som underhållning har också gamla anor. Man hittar dem t.ex. i Apulejus roman Den gyllene åsnan. Ofta ingår spökhistorier som tacksamt element i andra verk (Shakespeares dramer, Walter Scotts romaner etc.).
Nämnas kan också den litteratur som avsattes av det nya intresset för mesmerism och "animal magnetism", exempelvis Schillers fragment Der Geisterseher och senare Maupassants noveller.
Det första världskrigets många döda medförde en våg av ockult intresse och försök till kontakt med andevärlden. Detta speglas också i litteraturen, där spökhistorien fick en ny storhetstid. Särskilt tycks genren trivas i England och Irland med mästare som M. R. James (1862-1936) och Sheridan Le Fanu (1814-73). Amerika har Henry James, Frankrike litterära storheter som Gautier (1811-72) och Barbey d’Aurevilly (1808-89).
I Sverige gav Nicander och Norling ut sin stora samling Syner och röster ur det fördolda (1838) med det viktigaste svenska namnet är Selma Lagerlöf. Albert Engströms Ränningehus – en formlig spökkatalog – kan också nämnas liksom noveller av Henning Berger och John Nihlén. Danmarks Karen Blixen och Norges Jonas Lie är också viktiga i sammanhanget.